# Uzbekistan i olympiska sommarspelen 2016
Uzbekistan deltog med 70 deltagare vid de olympiska sommarspelen 2016 i Rio de Janeiro. Totalt tog truppen 13 medaljer varav fyra guld.
| Medal  | Name                  | Sport         | Event            | Date            |
| ------ | --------------------- | ------------- | ---------------- | --------------- |
| Guld   | Hasanboy Dusmatov     | Boxning       | Herrarnas 49 kg  | 14 augusti 2016 |
| Guld   | Ruslan Nurudinov      | Tyngdlyftning | Herrarnas 105 kg | 15 augusti 2016 |
| Guld   | Shahobiddin Zoirov    | Boxning       | Herrarnas 52 kg  | 21 augusti 2016 |
| Guld   | Fazliddin Gaibnazarov | Boxning       | Herrarnas 64 kg  | 21 augusti 2016 |
| Silver | Shakhram Giyasov      | Boxning       | Herrarnas 69 kg  | 17 augusti 2016 |
| Silver | Bektemir Melikuziev   | Boxning       | Herrarnas 75 kg  | 20 augusti 2016 |
| Brons  | Diyorbek Urozboev     | Judo          | Herrarnas 60 kg  | 6 augusti 2016  |
| Brons  | Rishod Sobirov        | Judo          | Herrarnas 66 kg  | 7 augusti 2016  |
| Brons  | Rustam Tulaganov      | Boxning       | Herrarnas 91 kg  | 13 augusti 2016 |
| Brons  | Elmurat Tasmuradov    | Brottning     | Herrarnas 59 kg  | 14 augusti 2016 |
| Brons  | Murodjon Ahmadaliyev  | Boxning       | Herrarnas 56 kg  | 18 augusti 2016 |
| Brons  | Ikhtiyor Navruzov     | Brottning     | Herrarnas 65 kg  | 21 augusti 2016 |
| Brons  | Magomed Ibragimov     | Brottning     | Herrarnas kg     | 21 augusti 2016 |

## Bordtennis
| Spelare        | Gren       | Inledande omgång     | Omgång 1             | Omgång 2              | Omgång 3             | Åttondelsfinal       | Kvartsfinal          | Semifinal            | Final / BM           | Final / BM       |
| Spelare        | Gren       | Motståndare Resultat | Motståndare Resultat | Motståndare Resultat  | Motståndare Resultat | Motståndare Resultat | Motståndare Resultat | Motståndare Resultat | Motståndare Resultat | Placering        |
| -------------- | ---------- | -------------------- | -------------------- | --------------------- | -------------------- | -------------------- | -------------------- | -------------------- | -------------------- | ---------------- |
| Zochid Kenjaev | Herrsingel | Bye                  | Jančařík (CZE) W 4–2 | Pitchford (GBR) L 1–4 | Gick inte vidare     | Gick inte vidare     | Gick inte vidare     | Gick inte vidare     | Gick inte vidare     | Gick inte vidare |

## Boxning
Herrar
| Boxare                | Gren            | Omgång 1             | Omgång 2              | Kvartsfinal            | Semifinal              | Final                  | Final            |
| Boxare                | Gren            | Motståndare Resultat | Motståndare Resultat  | Motståndare Resultat   | Motståndare Resultat   | Motståndare Resultat   | Placering        |
| --------------------- | --------------- | -------------------- | --------------------- | ---------------------- | ---------------------- | ---------------------- | ---------------- |
| Hasanboj Dusmatov     | Lätt flugvikt   | Bye                  | Velázquez (MEX) W 3–0 | Zjakypov (KAZ) W 3–0   | Hernández (USA) W 3–0  | Martinez (COL) W 3–0   | 1                |
| Sjachobidin Zoirov    | Flugvikt        | Irvine (IRL) W 3–0   | Vargas (USA) W 3–0    | Mamishzada (AZE) W 3–0 | Finol (VEN) W 3–0      | Alojan (RUS) W 3–0     | 1                |
| Murodjon Ahmadaliyev  | Bantamvikt      | Bye                  | Jeralijev (KAZ) W 3–0 | Melián (ARG) W TKO     | Ramírez (CUB) 0L 0–3   | Gick inte vidare       | 3                |
| Hurshid Tojibaev      | Lättvikt        | Erşeker (QAT) W 3–0  | Cordina (GBR) W 2–0   | Conceição (BRA) L 0–3  | Gick inte vidare       | Gick inte vidare       | Gick inte vidare |
| Fazliddin Gaibnazarov | Lätt weltervikt | Malonga (CGO) W TKO  | Kumar (IND) W 3–0     | Russell (USA) W 2–1    | Dunajtsev (RUS) W 2–1  | Sotomayor (AZE) W 2–1  | 1                |
| Sjachram Gijasov      | Weltervikt      | Sissokho (ESP) W 3–0 | Stanionis (LTU) W 3–0 | Iglesias (CUB) W 3–0   | Rabii (MAR) W 3–0      | Jleussinov (KAZ) L 0–3 | 2                |
| Bektemir Melikuziev   | Mellanvikt      | Bye                  | Lewis (AUS) W 3–0     | Yadav (IND) W 3–0      | Rodríguez (MEX) W 3–0  | López (CUB) 0L 0–3     | 2                |
| Elsjod Rasulov        | Lätt tungvikt   | Bye                  | Buatsi (GBR) L KO     | Gick inte vidare       | Gick inte vidare       | Gick inte vidare       | Gick inte vidare |
| Rustam Tulaganov      | Tungvikt        | Bye                  | Castillo (ECU) W 3–0  | Abdullayev (AZE) W 3–0 | Tisjtjenko (RUS) L 0–3 | Gick inte vidare       | 3                |
| Bachodir Jalolov      | Supertungvikt   | Bye                  | Muñoz (VEN) W TKO     | Joyce (GBR) L 0–3      | Gick inte vidare       | Gick inte vidare       | Gick inte vidare |

Damer
| Boxare            | Gren     | Omgång 1             | Kvartsfinal          | Semifinal            | Final                | Final            |
| Boxare            | Gren     | Motståndare Resultat | Motståndare Resultat | Motståndare Resultat | Motståndare Resultat | Placering        |
| ----------------- | -------- | -------------------- | -------------------- | -------------------- | -------------------- | ---------------- |
| Jodgoroj Mirzaeva | Flugvikt | Bujold (CAN) L 0–3   | Gick inte vidare     | Gick inte vidare     | Gick inte vidare     | Gick inte vidare |

## Brottning
Förkortningar:
- VT – Vinst genom fall.
- PP – Beslut efter poäng – förloraren fick tekniska poäng.
- PO – Beslut efter poäng – förloraren fick inte tekniska poäng.
- ST – Teknisk överlägsenhet – förloraren utan tekniska poäng och en marginal med minst 8 (grekisk-romersk stil) eller 10 (fristil) poäng.

Herrar, grekisk-romersk stil
| Brottare           | Gren                 | Kvalomgång           | Omgång 1                | Kvartsfinal              | Semifinal              | Återkval 1           | Återkval 2           | Final / BM             | Final / BM |
| Brottare           | Gren                 | Motståndare Resultat | Motståndare Resultat    | Motståndare Resultat     | Motståndare Resultat   | Motståndare Resultat | Motståndare Resultat | Motståndare Resultat   | Placering  |
| ------------------ | -------------------- | -------------------- | ----------------------- | ------------------------ | ---------------------- | -------------------- | -------------------- | ---------------------- | ---------- |
| Elmurat Tasmuradov | Bantamvikt -59kg     | Bye                  | Fris (SRB) W 3–1 PP     | Yun W-c (PRK) W 3–0 PO   | Borrero (CUB) L 1–3 PP | Bye                  | Bye                  | Eraliev (KGZ) W 3–1 PP | 3          |
| Dilsjod Turdiev    | Weltervikt -75kg     | Bye                  | Nemeš (SRB) L 1–3 PP    | Gick inte vidare         | Gick inte vidare       | Gick inte vidare     | Gick inte vidare     | Gick inte vidare       | 14         |
| Rustam Assakalov   | Mellanvikt -85kg     | Bye                  | Provisor (USA) W 3–1 PP | V Lőrincz (HUN) L 1–3 PP | Gick inte vidare       | Gick inte vidare     | Gick inte vidare     | Gick inte vidare       | 8          |
| Muminjon Abdullaev | Supertungvikt -130kg | Bye                  | Semenov (RUS) L 0–3 PO  | Gick inte vidare         | Gick inte vidare       | Gick inte vidare     | Gick inte vidare     | Gick inte vidare       | 15         |

Herrar, fristil
| Brottare             | Gren             | Kvalomgång             | Omgång 1               | Kvartsfinal             | Semifinal              | Återkval 1           | Återkval 2               | Final / BM                | Final / BM |
| Brottare             | Gren             | Motståndare Resultat   | Motståndare Resultat   | Motståndare Resultat    | Motståndare Resultat   | Motståndare Resultat | Motståndare Resultat     | Motståndare Resultat      | Placering  |
| -------------------- | ---------------- | ---------------------- | ---------------------- | ----------------------- | ---------------------- | -------------------- | ------------------------ | ------------------------- | ---------- |
| Abbos Rachmonov      | Fjädervikt -57kg | Bonne (CUB) L 0–4 ST   | Gick inte vidare       | Gick inte vidare        | Gick inte vidare       | Gick inte vidare     | Gick inte vidare         | Gick inte vidare          | 18         |
| Ichtijor Navruzov    | Weltervikt -65kg | Bye                    | Batirov (BRN) W 3–1 PP | Gómez (PUR) W 3–1 PP    | Ramonov (RUS) L 1–4 SP | Bye                  | Bye                      | Ganzorig (MGL) W 3–1 PP   | 3          |
| Bekzod Abdurachmonov | Mellanvikt -74kg | Bye                    | Geduev (RUS) L 1–3PP   | Gick inte vidare        | Gick inte vidare       | Bye                  | Burroughs (USA) W 4–1 SP | Hasanov (AZE) L 1–3 PP    | 5          |
| Magomed Ibragimov    | Tungvikt -97kg   | Buassat (GBS) W 5–0 VB | Tamarau (NGR) W 4–0 ST | Gazjumov (AZE) L 1–3 PP | Gick inte vidare       | Bye                  | Yazdani (IRI) W 5–0 VT   | Andriitsev (UKR) W 3–1 PP | 3          |

## Friidrott
Förkortningar
- Notera– Placeringar avser endast det specifika heatet.
- Q = Tog sig vidare till nästa omgång
- q = Tog sig vidare till nästa omgång som den snabbaste förloraren eller, i fältgrenarna, genom placering utan att nå kvalgränsen
- NR = Nationellt rekord
- N/A = Omgången fanns inte i grenen
- Bye = Idrottaren behövde inte tävla i omgången

Herrar
Bana och väg
| Idrottare     | Gren              | Final    | Final     |
| Idrottare     | Gren              | Resultat | Placering |
| ------------- | ----------------- | -------- | --------- |
| Andrej Petrov | Herrarnas maraton | DNF      | DNF       |

Fältgrenar
| Idrottare         | Gren                    | Kval    | Kval      | Final            | Final            |
| Idrottare         | Gren                    | Distans | Placering | Distans          | Placering        |
| ----------------- | ----------------------- | ------- | --------- | ---------------- | ---------------- |
| Suhrob Chodjaev   | Herrarnas släggkastning | 70,11   | 23        | Gick inte vidare | Gick inte vidare |
| Ruslan Kurbanov   | Herrarnas tresteg       | NM      | —         | Gick inte vidare | Gick inte vidare |
| Bobur Sjokirjonov | Herrarnas spjutkastning | NM      | —         | Gick inte vidare | Gick inte vidare |
| Ivan Zajtsev      | Herrarnas spjutkastning | 77,83   | 26        | Gick inte vidare | Gick inte vidare |

Kombinerade grenar – Herrarnas tiokamp
| Friidrottare    | Gren     | 100 m | LH   | KS    | HH  | 400 m | 110H | DK | SH | SK | 1500 m | Final | Placering |
| --------------- | -------- | ----- | ---- | ----- | --- | ----- | ---- | -- | -- | -- | ------ | ----- | --------- |
| Leonid Andrejev | Resultat | 11,29 | 6,60 | 14,86 | DNS | —     | —    | —  | —  | —  | —      | DNF   | DNF       |
| Leonid Andrejev | Poäng    | 797   | 720  | 781   | 0   | —     | —    | —  | —  | —  | —      | DNF   | DNF       |

Damer
Bana och väg
| Idrottare             | Gren                    | Heat     | Heat      | Kvartsfinal | Kvartsfinal | Semifinal        | Semifinal        | Final            | Final            |
| Idrottare             | Gren                    | Resultat | Placering | Resultat    | Placering   | Resultat         | Placering        | Resultat         | Placering        |
| --------------------- | ----------------------- | -------- | --------- | ----------- | ----------- | ---------------- | ---------------- | ---------------- | ---------------- |
| Natalija Asanova      | Damernas 400 meter häck | 1:02,37  | 8         | i.u.        | i.u.        | Gick inte vidare | Gick inte vidare | Gick inte vidare | Gick inte vidare |
| Sitora Hamidova       | Damernas 10 000 meter   | i.u.     | i.u.      | i.u.        | i.u.        | i.u.             | i.u.             | 31:57,77 NR      | 24               |
| Sitora Hamidova       | Damernas maraton        | i.u.     | i.u.      | i.u.        | i.u.        | i.u.             | i.u.             | 2:39:45          | 54               |
| Marina Hmelevskaja    | Damernas maraton        | i.u.     | i.u.      | i.u.        | i.u.        | i.u.             | i.u.             | 2:45:06          | 77               |
| Valentina Kibalnikova | Damernas 100 meter häck | 13,29    | 6         | i.u.        | i.u.        | Gick inte vidare | Gick inte vidare | Gick inte vidare | Gick inte vidare |
| Nigina Sjaripova      | Damernas 100 meter      | Bye      | Bye       | 11,68       | 6           | Gick inte vidare | Gick inte vidare | Gick inte vidare | Gick inte vidare |
| Nigina Sjaripova      | Damernas 200 meter      | 23,33    | 6         | i.u.        | i.u.        | Gick inte vidare | Gick inte vidare | Gick inte vidare | Gick inte vidare |
| Ekaterina Tunguskova  | Damernas 10 000 meter   | i.u.     | i.u.      | i.u.        | i.u.        | i.u.             | i.u.             | DNF              | DNF              |

Fältgrenar
| Idrottare         | Gren               | Kval    | Kval      | Final            | Final            |
| Idrottare         | Gren               | Distans | Placering | Distans          | Placering        |
| ----------------- | ------------------ | ------- | --------- | ---------------- | ---------------- |
| Nadija Dusanova   | Damernas höjdhopp  | 1,92    | 20        | Gick inte vidare | Gick inte vidare |
| Svetlana Radzivil | Damernas höjdhopp  | 1,94    | =1 Q      | 1,88             | 13               |
| Julija Tarasova   | Damernas längdhopp | 6,16    | 29        | Gick inte vidare | Gick inte vidare |

Kombinerade grenar – Damernas sjukamp
| Idrottare          | Gren     | 100H  | HH   | KS  | 200 m | LH | SK | 800 m | Final | Placering |
| ------------------ | -------- | ----- | ---- | --- | ----- | -- | -- | ----- | ----- | --------- |
| Ekaterina Voronina | Resultat | 15,21 | 1,65 | DNS | —     | —  | —  | —     | DNF   | DNF       |
| Ekaterina Voronina | Poäng    | 814   | 795  | 0   | —     | —  | —  | —     | DNF   | DNF       |

## Gymnastik

### Artistisk
Herrar
| Gymnast     | Gren                 | Kval    | Kval    | Kval    | Kval    | Kval    | Kval    | Kval   | Kval      | Final            | Final            | Final            | Final            | Final            | Final            | Final            | Final            |
| Gymnast     | Gren                 | Redskap | Redskap | Redskap | Redskap | Redskap | Redskap | Totalt | Placering | Redskap          | Redskap          | Redskap          | Redskap          | Redskap          | Redskap          | Totalt           | Placerint        |
| Gymnast     | Gren                 | F       | PH      | R       | V       | PB      | HB      | Totalt | Placering | F                | PH               | R                | V                | PB               | HB               | Totalt           | Placerint        |
| ----------- | -------------------- | ------- | ------- | ------- | ------- | ------- | ------- | ------ | --------- | ---------------- | ---------------- | ---------------- | ---------------- | ---------------- | ---------------- | ---------------- | ---------------- |
| Anton Fokin | Individuell mångkamp | 11,800  | 14,333  | 13,966  | 14,400  | 15,466  | 13,866  | 83,831 | 37        | Gick inte vidare | Gick inte vidare | Gick inte vidare | Gick inte vidare | Gick inte vidare | Gick inte vidare | Gick inte vidare | Gick inte vidare |

Damer
| Gymnast            | Gren | Kval    | Kval    | Kval    | Kval    | Kval   | Kval      | Final            | Final            | Final            | Final            | Final            | Final            |
| Gymnast            | Gren | Redskap | Redskap | Redskap | Redskap | Totalt | Placering | Redskap          | Redskap          | Redskap          | Redskap          | Totalt           | Placering        |
| Gymnast            | Gren | V       | UB      | BB      | F       | Totalt | Placering | V                | UB               | BB               | F                | Totalt           | Placering        |
| ------------------ | ---- | ------- | ------- | ------- | ------- | ------ | --------- | ---------------- | ---------------- | ---------------- | ---------------- | ---------------- | ---------------- |
| Oksana Chusovitina | Hopp | 14,999  | i.u.    | i.u.    | i.u.    | 14,999 | 5 Q       | 14,833           | i.u.             | i.u.             | i.u.             | 14,833           | 7                |
| Oksana Chusovitina | Bom  | i.u.    | i.u.    | 13,300  | i.u.    | 13,300 | 16        | Gick inte vidare | Gick inte vidare | Gick inte vidare | Gick inte vidare | Gick inte vidare | Gick inte vidare |

### Rytmisk
| Gymnast               | Gren         | Kval     | Kval   | Kval   | Kval   | Kval   | Kval      | Final            | Final            | Final            | Final            | Final            | Final            |
| Gymnast               | Gren         | Tunnband | Boll   | Käglor | Rep    | Totalt | Placering | Tunnband         | Boll             | Käglor           | Rep              | Totalt           | Placering        |
| --------------------- | ------------ | -------- | ------ | ------ | ------ | ------ | --------- | ---------------- | ---------------- | ---------------- | ---------------- | ---------------- | ---------------- |
| Anastasija Serdjukova | Individuellt | 17,166   | 17,100 | 17,316 | 16,908 | 68,490 | 17        | Gick inte vidare | Gick inte vidare | Gick inte vidare | Gick inte vidare | Gick inte vidare | Gick inte vidare |

| Gymnast                                                                           | Gren  | Kval       | Kval              | Kval   | Kval      | Final            | Final            | Final            | Final            |
| Gymnast                                                                           | Gren  | 5 tunnband | 3 käglor 2 ringar | Totalt | Placering | 5 käglor         | 3 clubs 2 ringar | Totalt           | Placering        |
| --------------------------------------------------------------------------------- | ----- | ---------- | ----------------- | ------ | --------- | ---------------- | ---------------- | ---------------- | ---------------- |
| Samira Amirova Valerija Davidova Luiza Ganieva Zarina Kurbonova Marta Rostoburova | Trupp | 14,416     | 16,750            | 31,160 | 12        | Gick inte vidare | Gick inte vidare | Gick inte vidare | Gick inte vidare |

### Trampolin
| Gymnast          | Gren               | Kval   | Kval      | Final            | Final            |
| Gymnast          | Gren               | Poäng  | Placering | Poäng            | Placering        |
| ---------------- | ------------------ | ------ | --------- | ---------------- | ---------------- |
| Ekaterina Chilko | Damernas trampolin | 97,525 | 12        | Gick inte vidare | Gick inte vidare |

## Judo
Herrar
| Idrottare           | Gren                            | Omgång 1                  | Omgång 2                 | Kvartsfinaler              | Semifinaler                  | Återkval                 | Final / BM              | Final / BM                   |                  |
| Idrottare           | Gren                            | Motståndare Resultat      | Motståndare Resultat     | Motståndare Resultat       | Motståndare Resultat         | Motståndare Resultat     | Motståndare Resultat    | Placering                    |                  |
| ------------------- | ------------------------------- | ------------------------- | ------------------------ | -------------------------- | ---------------------------- | ------------------------ | ----------------------- | ---------------------------- | ---------------- |
| Dijorbek Urozboev   | Herrarnas extra lättvikt −60kg  | Bye                       | Katz (AUS) W 010–000     | Chammartin (SUI) W 011–000 | Smetov (KAZ) L 000–001       | Gick inte vidare         | Kitadai (BRA) W 100–000 | Papinashvili (GEO) W 001–000 | 3                |
| Risjod Sobirov      | Herrarnas halv lättvikt −66kg   | Bye                       | Sjersjan (BLR) W 001–000 | Mata (ARU) W 100–000       | An B-u (KOR) L 000–010       | Gick inte vidare         | Mateo (DOM) W 100–000   | Gomboč (SLO) W 110–000       | 3                |
| Mirali Sjaripov     | Herrarnas lättvikt −73kg        | Bye                       | Elmont (NED) L 000–010   | Gick inte vidare           | Gick inte vidare             | Gick inte vidare         | Gick inte vidare        | Gick inte vidare             | Gick inte vidare |
| Sjachzodbek Sabirov | Herrarnas halv mellanvikt −81kg | Bye                       | Naulu (FIJ) W 100–001    | Stevens (USA) L 000–101    | Gick inte vidare             | Gick inte vidare         | Gick inte vidare        | Gick inte vidare             | Gick inte vidare |
| Sjerali Juraev      | Herrarnas mellanvikt −90kg      | Benamadi (ALG) W 110–000  | Nyman (SWE) L 001–101    | Gick inte vidare           | Gick inte vidare             | Gick inte vidare         | Gick inte vidare        | Gick inte vidare             | Gick inte vidare |
| Sojib Kurbonov      | Herrarnas halv tungvikt −100kg  | Blosjenko (UKR) L 000–100 | Gick inte vidare         | Gick inte vidare           | Gick inte vidare             | Gick inte vidare         | Gick inte vidare        | Gick inte vidare             | Gick inte vidare |
| Abdullo Tangriev    | Herrarnas tungvikt +100kg       | i.u.                      | Sua (SAM) W 100–000      | Natea (ROU) W 110–000      | Krakovetskii (KGZ) W 100–001 | Harasawa (JPN) L 000–101 | Bye                     | R Silva (BRA) L 000–001      | 5                |

Damer
| Idrottare           | Gren                      | Omgång 1               | Omgång 2             | Kvartsfinaler        | Semifinaler          | Återkval             | Final / BM           | Final / BM       |
| Idrottare           | Gren                      | Motståndare Resultat   | Motståndare Resultat | Motståndare Resultat | Motståndare Resultat | Motståndare Resultat | Motståndare Resultat | Placering        |
| ------------------- | ------------------------- | ---------------------- | -------------------- | -------------------- | -------------------- | -------------------- | -------------------- | ---------------- |
| Gulnoza Matnijazova | Damernas mellanvikt −70kg | Kłys (POL) L 000–000 S | Gick inte vidare     | Gick inte vidare     | Gick inte vidare     | Gick inte vidare     | Gick inte vidare     | Gick inte vidare |

## Kanotsport

### Sprint
| Kanotist                       | Gren                 | Heat     | Heat      | Semifinaler      | Semifinaler      | Final            | Final            |
| Kanotist                       | Gren                 | Tid      | Placering | Tid              | Placering        | Tid              | Placering        |
| ------------------------------ | -------------------- | -------- | --------- | ---------------- | ---------------- | ---------------- | ---------------- |
| Gerasim Kotjnev                | Herrarnas C-1 1000 m | 4:08,127 | 2 Q       | 3:59,489         | 3 FA             | 4:04,205         | 7                |
| Aleksej Motjalov               | Herrarnas K-1 1000 m | 3:34,469 | 4 Q       | 3:36,968         | 5 FB             | 3:34,807         | 12               |
| Gerasim Kotjnev Serik Mirbekov | Herrarnas C-2 1000 m | 4:00,330 | 6 Q       | 3:40,772         | 2 FA             | 3:52,920         | 8                |
| Olga Umaralieva                | Damernas K-1 200 m   | 42,525   | 7         | Gick inte vidare | Gick inte vidare | Gick inte vidare | Gick inte vidare |

## Rodd
| Roddare               | Gren                    | Heat    | Heat      | Återkval | Återkval  | Kvartsfinal | Kvartsfinal | Semifinal | Semifinal | Final   | Final     |
| Roddare               | Gren                    | Tid     | Placering | Tid      | Placering | Tid         | Placering   | Tid       | Placering | Tid     | Placering |
| --------------------- | ----------------------- | ------- | --------- | -------- | --------- | ----------- | ----------- | --------- | --------- | ------- | --------- |
| Sjachboz Cholmirzajev | Herrarnas singelsculler | 7:25,03 | 4 R       | 7:14,58  | 2 QF      | 7:09,99     | 6 SC/D      | 7:26,04   | 4 FD      | 7:04,78 | 22        |

## Taekwondo
| Idrottare           | Gren             | Åttondelsfinaler          | Kvartsfinaler        | Semifinaer           | Återkval             | Final                | Final            |
| Idrottare           | Gren             | Motståndare Resultat      | Motståndare Resultat | Motståndare Resultat | Motståndare Resultat | Motståndare Resultat | Placering        |
| ------------------- | ---------------- | ------------------------- | -------------------- | -------------------- | -------------------- | -------------------- | ---------------- |
| Nikita Rafalovitj   | Herrarnas −80 kg | Oueslati (TUN) L 8–11     | Gick inte vidare     | Gick inte vidare     | Gick inte vidare     | Gick inte vidare     | Gick inte vidare |
| Dmitrij Sjokin      | Herrarnas +80 kg | Qiao S (CHN) W 15–8       | Alba (CUB) W 1–1 SUP | Issoufou (NIG) L 2–8 | Bye                  | Cha D-m (KOR) L 3–4  | 5                |
| Nigora Tursunkulova | Damernas −67 kg  | Johansson (SWE) W 2–2 SUP | Azizova (AZE) L 1–5  | Gick inte vidare     | Gick inte vidare     | Gick inte vidare     | Gick inte vidare |

## Tennis
| Spelare       | Gren       | Omgång 1                | Omgång 2          | Åttondelsfinaler  | Kvartsfinaler     | Semifinaler       | Final / BM        | Final / BM       |
| Spelare       | Gren       | Motståndare Poäng       | Motståndare Poäng | Motståndare Poäng | Motståndare Poäng | Motståndare Poäng | Motståndare Poäng | Placering        |
| ------------- | ---------- | ----------------------- | ----------------- | ----------------- | ----------------- | ----------------- | ----------------- | ---------------- |
| Denis Istomin | Herrsingel | Ferrer (ESP) L 2–6, 1–6 | Gick inte vidare  | Gick inte vidare  | Gick inte vidare  | Gick inte vidare  | Gick inte vidare  | Gick inte vidare |